# W. W. Norton & Company
W. W. Norton & Company ist ein konzernunabhängiges US-amerikanisches Verlagshaus mit Sitz in New York City. Das Unternehmen befindet sich seit den frühen 1960er Jahren vollständig im Besitz seiner Beschäftigten. Es ist bekannt für die Norton Anthologies (insbesondere The Norton Anthology of English Literature) und die Reihe Norton Critical Editions, welche häufig an Universitäten in Literaturveranstaltungen verwendet wird.

## Geschichte
W. W. Norton & Company ist der größte amerikanische Buchverlag, der seit seiner Gründung im Jahre 1923 konzernunabhängig geblieben ist. Es ist der älteste und größte amerikanische Verlag in Belegschaftsbesitz. Das Verlagsprogramm umfasst Titel aus den Bereichen Literatur, Sach- und Fachbücher, Unterrichtsmaterialien für Colleges (vor allem für die Fachrichtungen Wirtschaftswissenschaften, Verwaltungswissenschaften, Geschichte, Musik, Psychologie, Politikwissenschaften und Soziologie), Kochbücher und Kunstbände. Der Bereich Fachbücher wurde im Jahr 1985 mit einer Psychotherapie-Reihe eingerichtet und inzwischen um die Themen Neurowissenschaften, Erziehung, Architektur und Design erweitert. Publiziert werden jährlich rund 400 Titel (Hardcover und Paperback).
Im Jahr 1974 übernahm Norton den Verlag Liveright, im Jahr 1996 die in Vermont beheimatete Countryman Press, die New-England-Reiseführer publiziert und im Jahr 2003 um die weitere Übernahme Berkshire House Press ergänzt wurde.
Im Jahr 1980 wurde in London die Niederlassung W. W. Norton & Company Ltd. gegründet. Weitere Vertretungen existieren in Kanada, Australien, Neuseeland, Taiwan, Hongkong, Japan, Korea und Lateinamerika.

## Bestseller
Zu Nortons erfolgreichsten Titeln im Buchhandel zählen Helter Skelter von Vincent Bugliosi und Curt Gentry; Jared Diamonds Pulitzer-Preis-Winner Guns, Germs, and Steel (dt.: Arm und Reich); die Werke der Pulitzer-Preisträger Annette Gordon-Reed und Edmund S. Morgan; Patrick O’Brians umstrittene marinehistorische Abenteuerromane; die Werke der National-Book-Award-Gewinnerin Andrea Barrett; Khruschev: The Man and His Era von William Taubman; Hitler: Hubris and Hitler: Nemesis von Ian Kershaw; Liar's Poker, Moneyball, The Blind Side und The Big Short von Michael Lewis; Fareed Zakarias The Future of Freedom; Sebastian Jungers The Perfect Storm; Sam Harris’ The End of Faith (dt.: Das Ende des Glaubens); The Death of Vishnu von Manil Suri; A Clockwork Orange (dt.: Uhrwerk Orange) von Anthony Burgess; The Red Book (dt.: Das rote Buch) von Carl Gustav Jung; The Book of Genesis von Robert Crumb; The Ugly American (dt.: Der häßliche Amerikaner) von Eugene Burdick und William Lederer. Zu den Norton-Autoren im wissenschaftlichen Bereich zählen unter anderen Mary Roach, die Wirtschaftswissenschaftler Paul Krugman und Joseph E. Stiglitz, der Paläontologe Stephen Jay Gould, der Physiker Richard Feynman sowie  die Historiker Peter Gay, Jonathan Spence, Eric Foner, Christopher Lasch und George F. Kennan. Bei Norton erschien auch Paul McCartneys Doppelband Lyrics.